# Cabizuela (kommunhuvudort)
Cabizuela är en kommunhuvudort i Spanien.   Den ligger i provinsen Provincia de Ávila och regionen Kastilien och Leon, i den centrala delen av landet, 110 km nordväst om huvudstaden Madrid. Cabizuela ligger 887 meter över havet och antalet invånare är 122.
Terrängen runt Cabizuela är platt. Runt Cabizuela är det glesbefolkat, med 11 invånare per kvadratkilometer. Närmaste större samhälle är Arévalo, 19,2 km norr om Cabizuela. Trakten runt Cabizuela består till största delen av jordbruksmark.